# Iwan Jurjewitsch Busolin
Iwan Jurjewitsch Busolin (russisch Иван Юрьевич Бузолин, engl. Transkription Ivan Buzolin; * 5. September 1983 in Uwat, RSFSR, Sowjetunion) ist ein ehemaliger russischer Sprinter, der sich auf den 400-Meter-Lauf spezialisiert hat. Mit der russischen 4-mal-400-Meter-Staffel gewann er 2007 die Silbermedaille bei den Halleneuropameisterschaften in Birmingham.

## Sportliche Laufbahn
Erste internationale Erfahrungen sammelte Iwan Busolin im Jahr 2005, als er bei den U23-Europameisterschaften in Erfurt mit der russischen 4-mal-400-Meter-Staffel in 3:05,81 min den siebten Platz belegte. Im Jahr darauf verhalf er der Staffel bei den Europameisterschaften in Göteborg zum Finaleinzug und 2007 gewann er bei den Halleneuropameisterschaften in Birmingham in 3:08,10 min gemeinsam mit Wladislaw Frolow, Maxim Dyldin und Artjom Sergejenkow die Silbermedaille hinter dem britischen Team. Zudem schied er dort über 400 Meter mit 47,14 s im Halbfinale aus. Im Jahr darauf verhalf er der Staffel bei den Hallenweltmeisterschaften in Valencia erneut zum Finaleinzug und beendete im selben Jahr seine aktive sportliche Karriere im Alter von 25 Jahren.
2008 wurde Busolin russischer Hallenmeister in der 4-mal-200-Meter-Staffel.

## Persönliche Bestleistungen
- 400 Meter: 46,24 s, 18. Juli 2008 in Kasan
  - 400 Meter (Halle): 47,12 s, 2. März 2007 in Birmingham